# 맥도강
맥도강(麥島江)은 부산광역시 강서구 대저2동의 서부산낙동강교 근처 우안제방에서 낙동강 본류와 떨어져서 남류하다가, 낙동강하구둑 인근 제방 때문에 낙동강 본류와 합쳐지지 않고 평강천과 합쳐져 북류(北流)해 서낙동강으로 흘러가는 하천이다. 길이는 11.6 km이다.
강의 본류에서 분류(分流)해서 분류인 서낙동강의 지류가 되는 특이한 하천으로, 이는 낙동강 본류로 통하는 입구에 1934년 제방이 축조되어 이 강이 사실상 호수가 되었기 때문이다. 80년간 호수가 되면서 수질이 악화되고 강바닥에는 퇴적물이 쌓여 부근이 상습침수지역으로 수해를 입고 있다.

## 맥도(麥島)
본래 맥도강은 낙동강 하구의 수많은 섬들 사이를 흐르는 낙동강의 여러 지류 중 하나로, 대저도와 맥도(麥島) 사이를 흐르는 지류(支流)였다.
맥도(麥島)의 제방 안쪽 면적은 4 km2이고, 제방 바깥쪽까지 포함하면 6 km2이다.